# 火燒島浮浪者收容所
火燒島浮浪者收容所，是臺灣日治時期台灣總督府在火燒島（今臺東縣綠島鄉）設立的收容機構，用以收容台灣島內無家無業或有前科的治安顧慮份子。設立於1912年（大正元年），原址現今大致為中央研究院生物多樣性中心綠島工作站。與同時期的加路蘭浮浪者收容所為性質相同的機構，是在日本總督府的治安政策下設立，培養收容人為符合總督府期待的樣板人物進而作為向民眾宣傳的工具。其是總督府設立的第二座浮浪者收容所，後因經營成本過高，於1920年（大正九年）廢棄。

## 沿革
1902年後（明治三十五年），不務正業的浮浪者結合地方幫派如艋舺的「虎狼會」、台南的「虎會」以及秘密團體「二十八宿會」、「武德」、「福祿」等等，雖然尚未有集團式大規模犯罪之跡象，但是以小股勢力在社會間流竄騷擾，對總督府治下的治安造成挑戰。
1906年3月13日（明治三十九年），台灣總督兒玉源太郎以律令第2號發布〈台灣浮浪者取締規則〉，宣告得將沒有工作且居無定所的浮浪者（ふロウシャ，hurousha）送入收容所強制就業。
1912年4月12日（明治四十五年），總督府選擇不易逃脫的火燒島為新址，以告示第六十號發布「浮浪者收容所名稱位置追加」，於臺東廳火燒島公館庄設置「臺東火燒島浮浪者收容所」，同年8月8日開始收容浮浪者。
1920年2月26號（大正九年）依據總督府告示第二十六號廢止火燒島浮浪者收容所，同時其所內十五名浮浪者移至台東岩灣浮浪者收容所，至同年年底總計共有一百三十六名浮浪者。